# N-나이트로소다이에틸아민
N-나이트로소다이에틸아민(N-Nitrosodiethylamine, NDEA)은 화학식 EtNNO2(Et = CH25)의 유기화합물로 N-나이트로소아민(Nitrosamine)의 성분이다. 빛에 민감하고 휘발성이 있으며 투명한 황색 오일로, 물이나 지질, 기타 유기 용제에 용해되는 특성을 가진다. 가솔린이나 윤활유의 첨가제, 항산화제, 안정제로 사용되며 가열 시 질소산화물의 독성 가스를 방출한다. NDEA는 WHO 지정 그룹 2A 발암물질로, 알칼화되면 DNA 무결성에 영향을 미치고 아미노산 생합성과 DNA 손상 복구, 효모 내 미토콘드리아 게놈 유지를 방해한다. NDEA는 주로 담배연기 등에서 발견된다.
1. 1 2 3  “N-Nitrosodiethylamine”. Sigma-Aldrich.